# 讷伊莱第戎站
讷伊莱第戎站，是法国的一个铁路车站，位于法国科多尔省讷伊莱第戎市镇范围内，靠近法国东部城市第戎。

## 位置
讷伊莱第戎站位于讷伊莱第戎的北部，第戎－瓦洛尔布铁路323.243公里处，距离第戎大约9公里。车站大致呈东西走向，开口朝南。

## 车站概况
讷伊莱第戎站是一个无人看守的乘降所，没有任何售票服务及设施。乘客需上车购买车票或使用通勤卡。
讷伊莱第戎站也没有地下通道或天桥，前往下行方向站台的乘客需通过车站西侧的铁路平交道口前往。

## 停靠线路
以下列车线路在讷伊莱第戎站停靠：
| 讷伊莱第戎站列车线路表 |      |        |        |              |
| 线路                   | 车种 | 上一站 | 下一站 | 大致运行频率 |
| 第戎—贝桑松/贝尔福     | TER  | 第戎   | 让利斯 | 每天6趟左右  |
| 1.                     |      |        |        |              |

## 配套交通

### 城际客运
| 停靠讷伊莱第戎站的大巴车 |          |                                                                        |
| 上下车地点               | 运营单位 | 主要目的地                                                             |
| 讷伊莱第戎站南侧         | SNCF     | （当某条铁路线施工或罢工时，SNCF可能会提供途径该线路沿途站点的大巴车） |
| 1. 2. 3.                 |          |                                                                        |

### 市内交通
| 讷伊莱第戎站附近的公交线路 |                           |              |
| 公交车站名称               | 位置                      | 停靠线路     |
| Montots                    | 讷伊莱第戎站西侧大约400米 | 第戎公交16路 |
| 1.                         |                           |              |

## 临近车站
| 讷伊莱第戎站（Gare de Neuilly-lès-Dijon） |                    |                  |
| 上行车站                                  | 线路               | 下行车站         |
| 第戎城站 9km ←                            | 第戎－瓦洛尔布铁路 | 让利斯站 → 9.6km |